# Florian Van Acker
Florian Van Acker (* 28. Februar 1997 in Zalău) ist ein in Rumänien geborener belgischer Para-Tischtennisspieler der paralympischen Startklasse TT 11. Er ist zweifacher Europameister, einmaliger Weltmeister sowie Paralympiasieger. Von November 2015 bis Februar 2020 stand er durchgehend auf Platz 1 der IPTTF-Weltrangliste seiner Klasse und ist derzeit beim TTC Gullegem unter Vertrag.
Florian Van Acker leidet seit seiner Geburt an Autismus. Zunächst betrieb er aktiv Judo, Karate, Schwimmen und Basketball und begann 2007 mit dem Tischtennissport beim TTC Free Time Zonnebeke. Wenig später wurde er in die Provinzauswahl aufgenommen. 2013 nahm er erstmals an einem Para-Turnier teil, den Hungarian Open. Danach konnte Van Acker zahlreiche weitere (kleinere) Turniere gewinnen. Zusammen mit Laurens Devos wurde er für die Paralympics 2021 nominiert.

## Titel und Erfolge im Überblick

### Paralympische Spiele
- 2016 in Rio de Janeiro: Gold in der Einzelklasse 11

### Europameisterschaften
- 2015 in Vejle: Gold in der Einzelklasse 11
- 2017 in Lasko: Bronze in der Einzelklasse 11
- 2019 in Helsingborg: Gold in der Einzelklasse 11

### Weltmeisterschaften
- 2014 in Peking: Bronze in der Einzelklasse 11
- 2018 in Lasko: Gold in der Einzelklasse 11

### Kleinere Turniere
- Dutch Open 2019: Gold in der Einzelklasse 11
- Slovenia Open 2019: Gold in der Mannschaftsklasse 11
- Spanish Open 2020: Gold in der Einzelklasse 11, Gold mit der Mannschaftsklasse 11

## Trivia
Er lebt in Langemark.